# Club Social y de Deportes Concepción (femenino)
El Club Social y de Deportes Concepción Femenino es la rama femenina del club de fútbol chileno del mismo nombre, radicado en la ciudad de Concepción, Región del Biobío. Actualmente milita en la Primera B de fútbol femenino de Chile.

## Historia
La rama femenina del club debutará en el año 2025 en la Primera B de fútbol femenino de Chile. Anteriormente sólo había participado en el futbol formativo femenino en las categorías Sub-16 y Juvenil.
Para esta primera temporada en la Primera B de fútbol femenino de Chile retorna el entrenador Antonio Zaracho, quien tuvo pasos por el club como futbolista y posteriormente como entrenador del plantel masculino.

## Entrenadores
- Antonio Zaracho (2025-)

## Datos del club
- Temporadas en Primera B femenina: 1 (2025 - presente).